# یدک‌کشی
یدک‌کشی یا یدک کشیدن یا بکسل کردن، به روند کشیدنِ یک یا چند وسیلهٔ نقلیه به یکدیگر، به‌طوری‌که یک وسیلهٔ نقلیه بتواند در امتداد و پشت یک وسیلهٔ نقلیهٔ دیگر کشیده شود، بدون آن‌که به نیروی محرکهٔ درونی نیاز داشته باشد.

## موارد استفاده
بکسل در مواقع خرابی یا از کار افتادگی یک وسیله نقلیه همچون کشتی، اتومبیل، یا حیوانات صورت می‌پذیرد و معمولاً دو وسیله نقلیه را توسط زنجیر، طناب، نوار، پلت فرم یکپارچه، یا برخی از وسایل دیگر از نگه داشتن دو جسم با هم در حالی که در حال حرکت هستند، استفاده می‌نمایند تا بتوانند وسیله نقلیه معیوب دیگری را به نقطه مورد نظر انتقال دهند.
عملیات بکسل ممکن است توسط یک وسیله نقلیه برای انتقال یک وسیله یا ابزار آلات که فاقد نیروی محرکه ذاتی هستند نیز استفاده گردد.

## تاریخچه
در جنگ دوم جهانی عملیات بکسل یا یدک کشیدن رواج بسیاری یافت به‌طوری که توانستند از انسانها نیز برای یدک کشیدن ابزار آلات و تجهیزات و وسایل نقلیه در طول جنگ جهانی دوم استفاده نمایند.
امروزه بسیاری از کشورهای دنیا استانداردهای مشخصی را برای عملیات بکسل یا یدک کشیدن در آئین‌نامه رانندگی خود پیش‌بینی نموده‌اند، بطوریکه در بسیاری از آنها به جنس وسیله بکسل و ادوات و تجهیزات بکسل همچون گیره بکسل به وضوح اشاره شده‌است.